# Leocomia maestralis
Leocomia maestralis är en insektsart som beskrevs av Metcalf och Bruner 1925. Leocomia maestralis ingår i släktet Leocomia och familjen spottstritar. Inga underarter finns listade i Catalogue of Life.